# Oratorij (program za otroke)
Oratorij je široko vzgojno prostočasno dogajanje oziroma gibanje namenjeno predvsem mladini, sicer pa povezuje različne skupine ljudi. Oratorije povezuje glavni junak, ki se v obliki zgodbe predstavi udeležencem. Traja cel dan, lahko tudi več dni skupaj. Glede na čas v letu se imenuje: poletni, jesenski, zimski, pomladni, adventni, božični, postni, velikonočni, Miklavžev, pustni ... oratorij.

## Zgodovina in opis
Oratorij je beseda z več pomeni. Slovar slovenskega knjižnega jezika jo definira takole:
- Oratorij kot večja vokalna in instrumentalna skladba dramske vsebine za soliste, zbor in orkester.
- Oratorij kot prostor za opravljanje molitev, namenjen določeni skupini vernikov.

Oba pomena sta se vključila v program za otroke, katerega začetnik je bil sv. Filip Neri (1515–1595), ki je v 16. stoletju živel v Italiji ter je imel namen približati vero mladim in odraslim, ki so bili oddaljeni od verske prakse. Program je vključeval: razvedrilo, petje, sprehode in versko-katehetske vsebine. Oratorij kot nekakšno učno ustanovo (šole krščanskega nauka) je, posnemajoč Filipa Nerija, v istem času promoviral milanski škof in kardinal sv. Karel Boromejski.
Najmočnejši pečat oratoriju je dal sv. Janez Bosko (1815 - 1888), ustanovitelj redovne družbe salezijancev, ki je živel v 19. stoletju v Italiji. Uporabil ga je, da je vanj privabil mlade fante, ki so bili v času industrijske revolucije zaradi pomanjkanja denarja in izobrazbe v veliki nevarnosti, da zaradi tatvine klavrno končajo svoje življenje. Začel je s tako imenovanim nedeljskim ali prazničnim oratorijem, ki se je s časoma razširil na vsakodnevni oratorij. Od takrat se imenuje oratorij tudi sam prostor, kjer dejanje poteka. To je lahko le navadna soba v župnišču, ki je rezervirana za druženje mladih in za njihovo versko izobraževanje, je pa tudi lahko večji kompleks stavb in dejavnosti. Današnje večje oratorije sestavljajo učilnice in pevske sobe, vključno s prostori za orkestre in manjšim gledališčem, razne delavnice, računalniški server, predvsem pa igrišče na odprtem in dvorane za različne vrste športa. Na ta način so postali oratoriji splošni mladinski centri, ki nudijo mladini poleg verske podpore tudi možnost šolskega, poklicnega in umetniškega izobraževanja.

## Oratorij v Sloveniji
V Slovenijo je oratorij v obliki nedeljskega in vsakodnevnega oratorija prišel skupaj s Salezijanci v letu 1901. Po drugi svetovni vojni je zaradi političnih razmer zamrl. Ponovno pa so ga Salezijanci in Salezijanke (hčere Marije Pomočnice) začeli uvajati v letu 1988. Izraz oratorij se je od tedaj uveljavil za t. i. poletni eno ali več-tedenski župnijski program za otroke po vzoru italijanskega Estate Ragazzi (ali tudi Grest). Za don Boskov vsakodnevni oratorij in ustanovo, v kateri poteka, se je v Sloveniji uveljavil izraz (salezijanski, župnijski, frančiškanski ipd.) mladinski center. Za don Boskov praznični oratorij pa se je uveljavil izraz oratorijski dan.